# Limnobatodes paradoxus
Sous-famille
Genre
Espèce
Limnobatodes paradoxus est une espèce de punaises (insectes hémiptères hétéroptères) de la famille des Hydrometridae. C'est la seule espèce connue du genre Limnobatodes et de la sous-famille monotypique des Limnobatodinae.

## Description
La sous-famille (ainsi que le genre et l'espèce) se distingue de celle des Hydrometrinae par le premier article antennaire beaucoup plus long que le second, dépassant l'apex de la tête d'au moins la moitié de sa longueur. Le corps est plus court (3,5 mm), et le métasternum comporte un orifice de glande odoriférante. Contrairement à la sous-famille des Heterocleptinae, Limnobatodes n'a pas d'ocelles, et la paire de trichobothries céphaliques postérieure est insérée sur de petits tubercules. La tête et le pronotum portent des spinules noires. Ce genre se distingue des Hydrometra par une tête relativement courte (moins d'une fois et demi la longueur du pronotum), avec une partie renflée obovale en avant des yeux. Les tubercules antennaires se trouvent à environ la moitié de la partie antéoculaire de la tête. Les antennes comportent cinq articles et non pas quatre, le premier épaissi, le second et le quatrième étant les plus courts. Des micro- et macrotrichia (pilosité) couvrent la tête, le thorax et la base de l'abdomen, et les griffes sont placées légèrement en arrière de l'apex du tarse. Par rapport aux Hydrometra, elle est également plus robuste, le rostre est plus long et atteint les coxas médianes, et le pronotum est à peine plus long que large. Elle est macroptère.

## Répartition
Cette espèce est connue du Honduras, de la Guyane française, du Guyana, du Pérou et du Brésil,.

## Biologie
On ignore l'habitat et la biologie de cet insecte très rarement observé ou collecté, qui a été collecté à la lumière, la nuit, ce qui ne permet donc pas de connaître son habitat,.

## Systématique
L'espèce et le genre ont été décrits par l'entomologiste américain Roland F. Hussey en 1925, à partir d'un individu femelle collecté au Honduras. Le type est conservé au Musée de zoologie de l'Université du Michigan. Au moment de sa description, le genre est classé dans les Hydrometridae, qui ne sont connus jusqu'alors qu'à travers le genre Hydrometra. C'est deux ans plus tard que l'entomologiste japonais Teizō Esaki (d) la sépare des Hydrometrinae, et forme la sous-famille des Limnobatodinae, une séparation qui ne sera définitivement validée qu'avec les travaux de Nils Møller Andersen (d) en 1977,.
Ce genre est considéré comme plus primitif que les Hydrometra,.

### Liste des genres et des espèces
Selon BioLib (10 octobre 2023) :
- genre Limnobatodes Hussey, 1925
- espèce Limnobatodes paradoxus Hussey, 1925